# Kryšpín (jméno)
Kryšpín je mužské křestní jméno latinského původu (crispus) a vykládá se jako chlapec s kudrnatými (kadeřavými) vlasy. Podle křesťanského kalendáře slaví svátek spolu s Beátou 25. října. Až do roku 1986 dokonce nebylo takto pojmenováno jediné novorozeně. Od této doby postupně získává na oblíbenosti a každý rok se rodí více dětí s tímto jménem. V České republice je v roce 2021 evidováno 56 nositelů tohoto křestního jména.
Domácí podobou jména je např. Kryšpínek.

## Známí nositelé
- Svatý Kryšpín, světec, kapucínský mnich
- Svatí Kryšpín a Krispinián, světci, patroni obuvníků

- Crispin Bonham-Carter, britský herec
- Crispin Black, britský špión
- Crispin Blunt, britský politik narozený v Německu
- Crispin Freeman, americký dabér animovaných filmů
- Crispin Glover, americký herec, producent, spisovatel, hudební skladatel, režisér a scenárista
- Crispin Jones, britský umělec
- Kryšpín Dopita, syn Agáty Hanychové

## Kryšpín jako příjmení
- František Krišpín (1841–1870) – český malíř
- František Kryšpín (* 1952) – český komunální politik
- Klaudius Kryšpín (* 1966) – český bubeník
- Vojtěch Kryšpín (1876–1959) – český konstruktér lokomotiv